# 異種試合
異種試合（いしゅじあい）は、ルールが異なる武道や武術が相互に異なる武器や素手などで行う試合である。異種格闘技戦もその1種である。

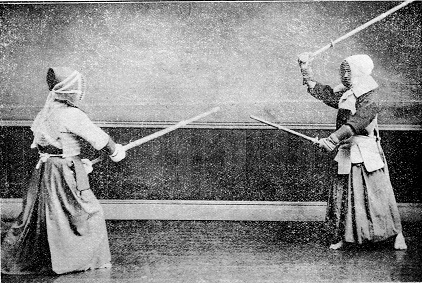
一刀 vs 二刀
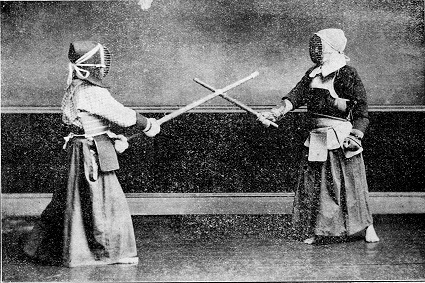
一刀 vs 小太刀
小太刀 vs 薙刀
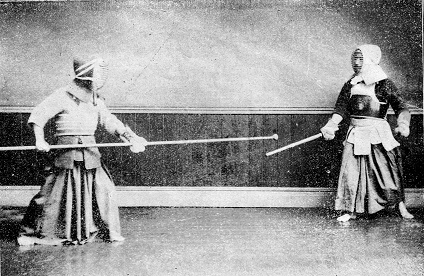
槍 vs 小太刀
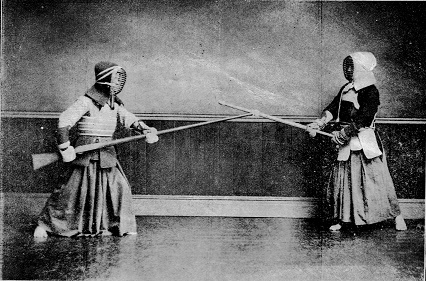
銃剣 vs 一刀

## 概要

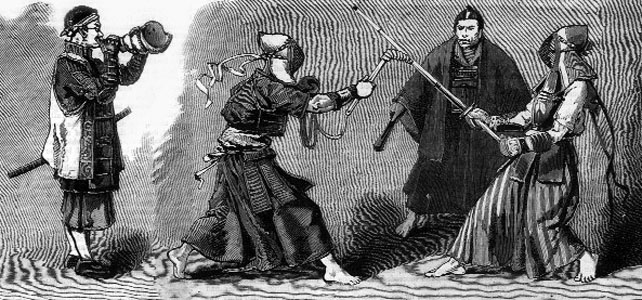
撃剣対鎖鎌術

戦場では相手が自分と同じ武器を持つとは限らないため、異種武器との戦闘については古来から研究が行われてきた。古武道（甲冑兵法）には対異種武器の形や口伝が存在し、実質的に多くの流派が異種格闘を想定した総合武術であった。
また鎧を着て戦う場合には最終的に組討ちでとどめを刺す場合が多いため、剣術の竹刀稽古においては竹刀での攻防のみならず、近づくと組討ちに持ち込む事が当然のように行われていた。これも剣術（剣道）と体術（柔道）をはっきりと分ける現代武道の感覚からいえば異種試合に近い稽古であるといえる。

## 歴史

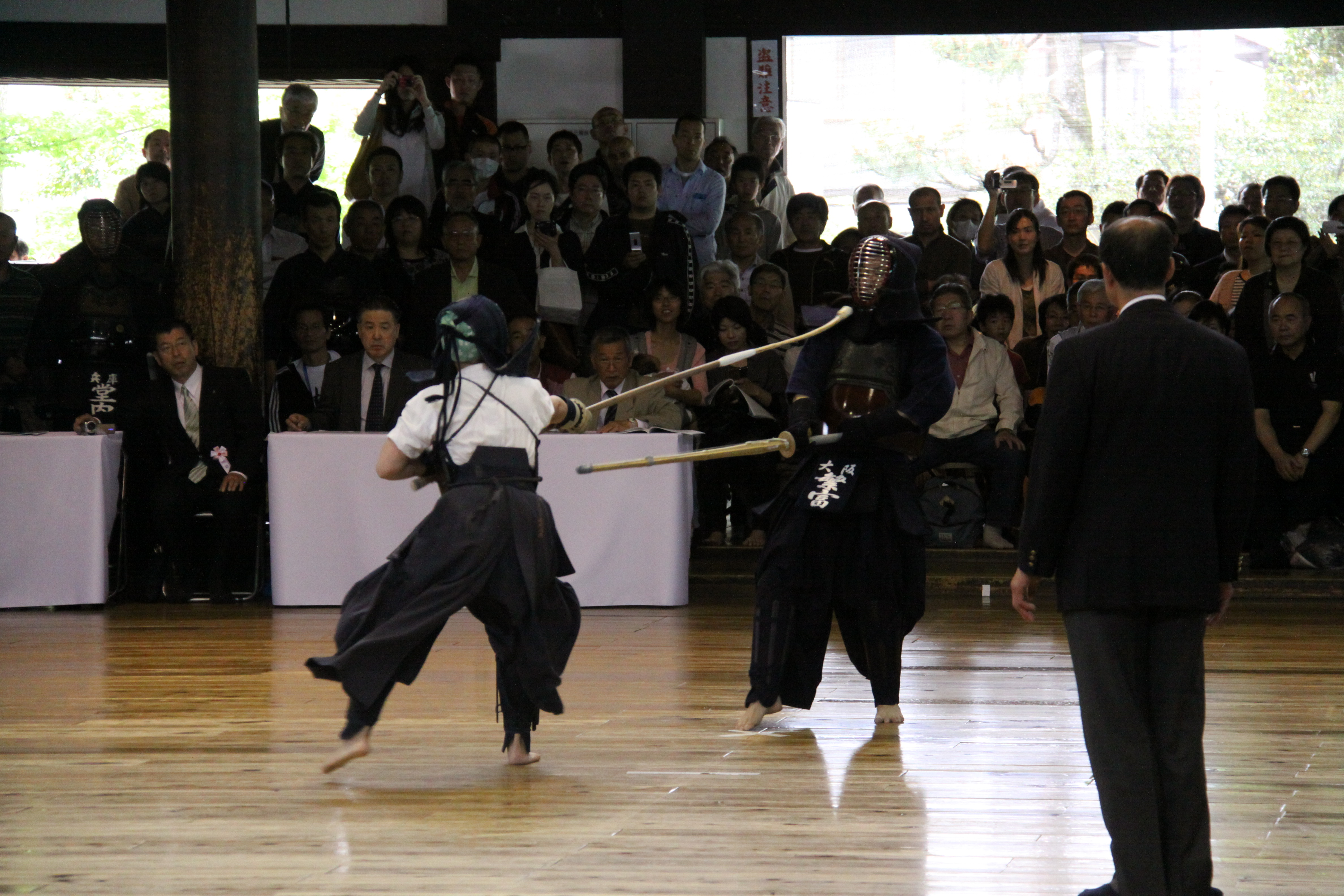
なぎなたと剣道の異種試合が最もメジャーである

明治時代には撃剣興行の演目として人気があった。直心影流薙刀術の園部秀雄は女性にもかかわらず当時の高名の剣術家には負けたことはなかった。園部は他にも槍術や契木術の遣い手との異種試合も行っている。
1940年、紀元二千六百年記念行事の一環として行われた紀元二千六百年奉祝天覧武道大会では、宮崎茂三郎（剣道）と伊藤精司（銃剣術）による異種天覧試合が披露されている。
中山博道は弓道対剣道という異種試合で剣道側として出場した。木刀を持った博道に対し、弓道教士3人が白粉のついたタンポ矢を発射するという形式であった。
日本では明治から昭和30年ごろまで柔道とボクシングの格闘興行である「柔拳」が行われていた。
現在では奉納演武や全日本剣道演武大会など、特別な大会でエキシビション的な剣道対なぎなたが行われる程度である。この形式ではなぎなたのルール（脛部の有効）であることが多いが、全日本剣道連盟と全日本なぎなた連盟は公式なルールを整備していない。過去に明治時代に済寧館で行われた渡辺昇（剣）と海江田信義（薙刀）の異種試合では、渡辺は4尺5寸という長大な竹刀を使用し、小手を決めた記録がある。剣道範士の森井定勝は互いに真剣を使っているという意識を持って行うべきとしている。

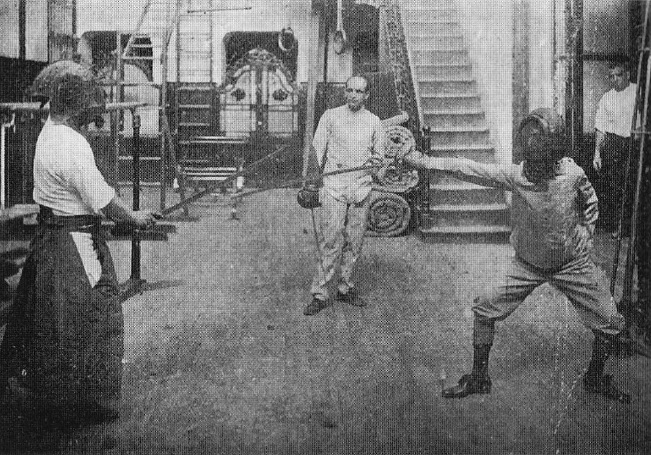
剣道（前田光世）対フェンシング

2003年にフジテレビ『トリビアの泉 〜素晴らしきムダ知識〜』の「トリビアの種」のコーナーにおいて剣道対フェンシングが行われ、剣道代表は林朗、フェンシング代表は山本幸治で対決。ルールは面、突き、胴、小手の攻撃が有効で剣道側は面がアクリル製の強化メッシュで特殊加工、フェンシング側は喉、胴、手首への攻撃を軽減するウレタン製の特製防具を装着した。時間無制限で行われ、結果は剣がしなって僅かに先に攻撃が入ったフェンシングの勝利だった。
格闘技の世界でも、スポーツチャンバラやK-1といった、最初から異種試合を想定したルールのスポーツが行なわれている。

## 実戦
軍隊や警察でも異種武器との戦闘が研究されており、自衛隊格闘術や逮捕術などが訓練されている。
日本の警察の逮捕術大会では実戦を想定し、警棒、警杖、短刀（犯人が持つナイフに見立てたもの）、体術による異種試合が行われている。

## その他
武術以外でもこの言葉を使う事がある。1990年頃の「将棋世界」に掲載された内藤國雄のエッセーによると、将棋とチェスの異種試合をやってみたことがあるという（将棋盤を使用）。当初は大駒5枚を擁するチェス側優勢の展開となったが、持ち駒について「将棋は使えるがチェスは使えない」と通常の将棋・チェスの持ち駒ルールをそのまま採用したため、形勢の差は徐々に縮まってきたという。2012年には羽生善治とフランス国内チャンピオンのマキシム・バシエ・ラグラーブが、将棋とチェスをそれぞれ同時に指すという形式で行ったこともある。

## 剣道三倍段
無手（徒手）の者が太刀をもった者に勝つためには3倍の段差が必要という意味。また「太刀をもった者が薙刀に勝つためには2倍の段差が必要」とされる。